# Rich Brian
Brian Imanuel (sinh ngày 2 tháng 9, 1999), được biết tới với nghệ danh Rich Brian, hay trước đó là Rich Chigga, là một rapper, ca sĩ kiêm sáng tác nhạc người Indonesia đến từ Jakarta. Anh được biết tới rộng rãi qua đĩa đơn đầu tay "Dat $tick", được phát hành vào tháng 2 năm 2016.

## Xuất thân
Brian Imanuel sinh ngày 2 tháng 9 năm 1999 tại Jakarta, Indonesia trong một gia đình người Hoa. Anh có bốn anh chị em, trong đó có ca sĩ và blogger thời trang Sonia Eryka, và DJ roycdc. Imanuel lớn lên ở Tây Jakarta trong một khu dân cư bình dân mặc dù cha anh là luật sư. Anh chưa bao giờ đến trường trong suốt thời thơ ấu.
Vào năm 2010, khi đang ở Indonesia, Imanuel bắt đầu tham gia mạng xã hội ở tuổi 11. Anh photoshop các bức ảnh và đăng tải chúng lên Twitter trước khi chuyển sang làm các video hài kịch đen vẫn trên Twitter. Imanuel chuyển sang sử dụng Vine khi 15 tuổi và bắt đầu đăng tải các video hàng ngày. Anh tự học tiếng Anh bằng các video giải rubik trên YouTube và bằng cách nghe nhạc của các rapper như Childish Gambino, 2 Chainz, Macklemore and Tyler, The Creator.
Imanuel bắt đầu nghe nhạc hip hop năm 2012 khi được một người bạn Mỹ anh quen trên internet giới thiệu bài hát "Thrift Shop" của Macklemore, và Imanuel bắt đầu tìm hiểu sâu thêm về dòng nhạc này, bắt đầu với Drake, 2 Chainz, Kanye West và Logic. Imanuel viết bài rap đầu tiên vào năm 2014 và thu âm bằng micro của iPhone trên nền beat của MF Doom.
Ước mơ ban đầu của Imanuel là trở thành một nhiếp ảnh gia tại Los Angeles, không hề nghĩ rằng mình có thể thành công trong sự nghiệp âm nhạc.

## Sự nghiệp

### 2015–16: Bước đầu sự nghiệp
Bài hát đầu tiên của Imanuel, "Living the Dream" được phát hành ngày 17 tháng 7 năm 2015, trên tài khoản YouTube của anh. Bài hát được sản xuất bởi DJ Smokey. Imanuel sau đó đã phát hành đĩa đơn đầu tay, "Dat $tick" vào ngày 22 tháng 2 năm 2016. Bài hát thu được thành công trên toàn thế giới, sau khi video về các rapper Ghostface Killah, 21 Savage, Tory Lanez, MadeinTYO, Desiigner đang nghe nó được lan tỏa. "Dat $tick" sau đó đạt hạng 4 trên Bubbling Under R&B/Hip-Hop Singles.
Imanuel sau đó đã phát hành đĩa đơn thứ hai, mang tên "Who That Be" thông qua iTunes vào ngày 9 tháng 8 năm 2016. Bài hát được sản xuất bởi Sihk. Sau đó anh đã phát hành bản remix của đĩa đơn "Dat $tick" hợp tác cùng Ghostface Killah và Pouya.
Imanuel đã phát hành đĩa đơn thứ ba "Seventeen", nhanh chóng đạt một triệu lượt nghe trên YouTube.

### 2017: Album đầu tay
Imanuel thực hiện chuyến lưu diễn đầu tiên tại Hoa Kỳ vào tháng 4 năm 2017 và kết thúc vào tháng 5. Vào tháng 5 năm 2017, Imanuel phát hành đĩa đơn "Gospel" cùng XXXTentacion và Keith Ape. Đây là lần hợp tác đầu tiên của XXXTentacion và Chigga. Bài hát được phát hành bởi hãng đĩa 88rising. Bài hát đã đạt 21 triệu lượt xem trên YouTube tính đến tháng 10 năm 2017.
Imanuel đã chiến thắng tại Indonesian Choice Awards lần thứ tư tại hạng mục Nghệ sĩ Mới của Năm vào tháng 5 năm 2017. Imanuel đã nói trong bài phỏng vấn với XXL, rằng ""Tôi đang làm việc trong một dự án đầu tay và nó sẽ bao gồm cả những bài hát nghiêm túc và những bài hát hài hước, nhưng chủ yếu sẽ là những bài hát nghiêm túc." Imanuel phát hành bài hát "Glow Like Dat" vào ngày 15 tháng 8, 2017, trên kênh Youtube của 88rising. Sau đó anh đã công bố tour diễn quốc tế bắt đầu vào ngày 9 tháng 9n và kết thúc ngày 21 tháng 9 mang tên "Come to My Party Tour".
Vào ngày 19 tháng 10 năm 2017, Imanuel công bố trên Twitter rằng anh sẽ hát hành album đầu tay của mình, Amen vào tháng 2 năm 2018.

## Phong cách âm nhạc
Phong cách âm nhạc của Imanuel được UrbanDaddy gọi là "hài hước"  Giọng hát của anh là giọng baritone, và được miêu tả là "thô nhưng khéo léo" và "độc nhất". Khả năng sáng tác của anh được HotNewHipHop gọi là "có kỹ năng". Imanuel, ban đầu viết những bài hát hài hước, đã cố gắng để khiến âm nhạc của mình nghiêm túc hơn với các bài hát như ''Seventeen'' và ''Glow like Dat''.
Imanuel gọi Young Thug, Roddy Ricch, Yung Lean và Childish Gambino là những người truyền cảm hứng cho mình.

## Cuộc sống cá nhân
Imanuel hiện sống tại Quận Los Angeles, California. Đến tháng 7 năm 2017, anh vẫn chưa được cấp quyền công dân Mỹ.
Imanuel từng hẹn hò với một cô gái đến từ Maryland vào tháng 8 năm 2015. Mối quan hệ này kéo dài 2 tháng.
Nghệ danh "Rich Chigga" của Imanuel từng gây ra nhiều tranh cãi. Nói về điều này, Imanuel nói "Tôi hối hận về nó — Tôi không biết rõ mình đang làm gì và tôi không biết là mọi người sẽ tức giận về điều đó." Anh đã chuyển sang sử dụng nghệ danh 'Rich Brian từ năm 2018, và nói rằng: "Tôi đã ngây thơ và đã mắc lỗi."
Imanuel tự học tại nhà và nói rằng anh không muốn học đại học, nhưng nếu có cơ hội, anh muốn học về điện ảnh.

## Danh sách đĩa hát

### Album
| Tựa        | Thông tin                                                                                | Vị trí hạng | Vị trí hạng | Vị trí hạng | Vị trí hạng | Vị trí hạng | Vị trí hạng | Vị trí hạng | Vị trí hạng | Vị trí hạng | Vị trí hạng |
| Tựa        | Thông tin                                                                                | AUS         | BEL (FL)    | CAN         | NLD         | NZ          | UK          | UK R&B      | US          | US R&B /HH  | US R&B      |
| ---------- | ---------------------------------------------------------------------------------------- | ----------- | ----------- | ----------- | ----------- | ----------- | ----------- | ----------- | ----------- | ----------- | ----------- |
| Amen       | - Phát hành: 2/2/2018 - Hãng: 88rising, Empire - Định dạng: Digital download             | 27          | 108         | 18          | 61          | 30          | 87          | 27          | 18          | 11          | 8           |
| The Sailor | - Phát hành: 26/7/2019 - Hãng: 88rising, 12 Tone Music - Đinh dạng: LP, digital download | 77          | —           | 74          | 89          | 27          | —           | —           | 62          | 31          | —           |

### Đĩa đơn

#### Là nghệ sĩ chính
| "Dat Stick"                                                    | 2016 | 4 | —  | - RIAA: Gold | Non-album singles  |
| "Who That Be"                                                  | 2016 | — | —  |              | Non-album singles  |
| "Dat Stick (Remix)" (featuring Ghostface Killah and Pouya)     | 2016 | — | —  |              | Non-album singles  |
| "Seventeen"                                                    | 2016 | — | —  |              | Non-album singles  |
| "Back At It"                                                   | 2017 | — | —  |              | Non-album singles  |
| "Gospel" (with Keith Ape and XXXTentacion)                     | 2017 | 7 | 4  | - RIAA: Gold | Non-album singles  |
| "Glow Like Dat"                                                | 2017 | — | 7  |              | Amen               |
| "Chaos"                                                        | 2017 | — | —  |              | Amen               |
| "Crisis" (featuring 21 Savage)                                 | 2017 | — | 10 |              | Non-album single   |
| "See Me"                                                       | 2018 | — | —  |              | Amen               |
| "18" (with Kris Wu, Joji, Trippie Redd and Baauer)             | 2018 | — | —  |              | Non-album singles  |
| "Watch Out!"                                                   | 2018 | — | —  |              | Non-album singles  |
| "History"                                                      | 2018 | — | —  |              | Head in the Clouds |
| "Yellow" (featuring Bekon)                                     | 2019 | — | —  |              | The Sailor         |
| "Kids"                                                         | 2019 | — | —  |              | The Sailor         |
| "Bali" (with Guapdad 4000)                                     | 2020 | — | —  |              | Non-album single   |
| "Love in My Pocket"                                            | 2020 | — | —  |              | 1999               |
| "Don't Care"                                                   | 2020 | — | —  |              | 1999               |
| "Sydney"                                                       | 2021 | — | —  |              | TBA                |
| "California" (with Niki and Warren Hue)                        | 2021 | — | —  |              | TBA                |
| "Lazy Susan" (with 21 Savage featuring Warren Hue and MaSiWei) | 2021 | — | —  |              | Shang-Chi          |
| "Run It" (with DJ Snake and Rick Ross)                         | 2021 | — | —  |              | Shang-Chi          |
| "—" denotes single that did not chart or was not released.     |      |   |    |              |                    |

#### Là nghệ sĩ kết hợp
| Tựa                                                                                                 | Năm  | Album                                     |
| --------------------------------------------------------------------------------------------------- | ---- | ----------------------------------------- |
| "Turbo Thot 3000" (MaxxJamez featuring Parade, Klimatic Jay, Boy Gwaan and Rich Chigga)             | 2016 | Non-album single                          |
| "Midsummer Madness" (88rising featuring Joji, Rich Brian, Higher Brothers, Kyle Chan, and August 8) | 2018 | Head in the Clouds                        |
| "Zombie" (Higher Brothers featuring Rich Brian)                                                     | 2019 | Five Stars                                |
| "These Nights" (88rising featuring CHUNG HA and Rich Brian)                                         | 2019 | Heads in the Clouds II                    |
| "Titanic" (Jackson Wang featuring Rich Brian)                                                       | 2019 | Mirrors                                   |
| "Time Machine" (Diamond Pistols featuring Rich Brian)                                               | 2020 | Time Machine                              |
| "Edamame" (bbno$ featuring Rich Brian)                                                              | 2021 | Eat Ya Veggies                            |
| "Run It" (DJ Snake featuring Rick Ross & Rich Brian)                                                | 2021 | Shang-Chi and the Legend of the Ten Rings |

### Các bài hát được xếp hạng khác
| Tựa           | Năm  | Vị trí hạng | Vị trí hạng | Album      |
| Tựa           | Năm  | IDN         | NZ Hot      | Album      |
| ------------- | ---- | ----------- | ----------- | ---------- |
| "100 Degrees" | 2019 | 4           | 39          | The Sailor |

### Khách mời
| Tựa        | Năm  | Nghệ sĩ khác                    | Album            |
| ---------- | ---- | ------------------------------- | ---------------- |
| "Bankroll" | 2017 | Diplo, Young Thug, Rich the Kid | Non-album single |

### Remix
| Tựa                                     | Năm  | Nghệ sĩ của bài hát gốc         |
| --------------------------------------- | ---- | ------------------------------- |
| "Working for It (Remix)"                | 2017 | Zhu, Skrillex, THEY.            |
| "IDGAF (Rich Brian and Diablo Remix)"   | 2018 | Dua Lipa                        |
| "Midsummer Madness (Danny Ocean Remix)" | 2020 | Joji, Higher Brothers, AUGUST 8 |

## Tour lưu diễn
Nghệ sĩ chính
- Come to My Party Tour (2017–2018)[79]
- The Sailor Tour (2019)[80]

Nhiều nghệ sĩ
- 88Rising Asia Tour (with Higher Brothers and Joji) (2017)